# Pedro Nolasco de Soto
Pedro Nolasco de Soto y Colom (Sevilla, 20 de enero de 1848 – Huelva, 26 de julio de 1908) un ingeniero español, directivo del club de fútbol Recreativo de Huelva.

## Biografía
Nació en Sevilla el 20 de enero de 1848, en el seno de una familia acomodada, siendo hijo primogénito del banquero gaditano Ricardo de Soto y Lavaggi y de María Luisa Colom y Colom. Pedro Nolasco de Soto completó sus estudios en el extranjero, concretamente en el Instituto Católico de Liverpool, junto a su primo jerezano Pedro Nolasco González y Soto. Con posterioridad, estudió en Madrid la carrera de ingeniero de caminos, obteniendo el título en 1871.
Destinado a la provincia de Sevilla, Soto realizó allí varios proyectos de obras públicas a lo largo de la década de 1870. Intervino junto a Jaime Font en la dirección de las obras de la línea Sevilla-Huelva, donde comprobó pesos y cargas en los tramos de Manzanilla y Sanlúcar la Mayor. También fue autor de varias estaciones del trazado, como la de La Palma del Condado y la de San Juan del Puerto. Posteriormente intervino en la construcción de la línea Zafra-Huelva, que fue inaugurada en 1889. Tras su entrada en servicio, por iniciativa del empresario Guillermo Sundheim, Soto se convirtió en director de explotación dentro de la Compañía del Ferrocarril de Zafra a Huelva.
El 23 de diciembre de 1889, Soto fue uno de los dos españoles que participaron en la segunda reunión fundacional del Recreativo de Huelva, junto con José Muñoz Pérez, en la que fue nombrado copresidente, junto con Charles Wilson Adam. Tuvo, no obstante, un papel poco notable.
Pedro Soto falleció en Huelva el 26 de julio de 1908, a la edad de 60 años.